# Gare de Korso
La gare de Korso (en finnois : Korson rautatieasema, en suédois : Korso järnvägsstation) est une gare ferroviaire du transport ferroviaire de la banlieue d'Helsinki dans le quartier de Korso à Vantaa en Finlande. 

## Situation ferroviaire
La gare est desservie par les trains de banlieue K et T. 
Elle est située à 22 km de la gare centrale d'Helsinki entre la gare de Rekola et la gare de Savio.

## Histoire
Le bâtiment de la gare, construit en 1918, est l'un des Sites culturels construits d'intérêt national en Finlande.

## Correspondance par bus
Bus de HSL:
- Lignes locales de Vantaa
  - 587 (Mellunmäki–Honkanummi–Korso–Leppäkorpi)
  - 631 (Tikkurila–Korso–Kulomäki)
  - 735 (Tikkurila–Korso–Mikkola)
  - 736 (Tikkurila–Leinelä–Päiväkumpu–Nikinmäki–Korso–Vierumäki)
  - 736A (Jokiniemi–Tikkurila–Korso–Vierumäki)
- Lignes régionales
  - 633 (Hakaniemi–Korso)
  - 633N (Rautatientori–Korso–Vallinoja–Kerava)
  - 731 (Rautatientori–Mikkola–Korso–Kulomäki)
  - 731N (Rautatientori–Mikkola–Korso–Kulomäki)
  - 739 (Rautatientori–Päiväkumpu–Korso–Pohjois-Nikinmäki)
  - 973 (Peijas–Korso–Kerava)